# جيانفرانكو كليريسي
جيانفرانكو كليريسي (بالإيطالية: Gianfranco Clerici)‏ (و. م) هو كاتب سيناريو، ومنتج أفلام إيطالي، ولد في إيطاليا.

## أعمال بارزة
من أهم أعماله:
- إبادة أكلة لحوم البشر.

## وصلات خارجية
- جيانفرانكو كليريسي على موقع IMDb (الإنجليزية)
- جيانفرانكو كليريسي على موقع روتن توميتوز (الإنجليزية)
- جيانفرانكو كليريسي على موقع ألو سيني (الفرنسية)
- جيانفرانكو كليريسي على موقع أول موفي (الإنجليزية)
- جيانفرانكو كليريسي على موقع قاعدة بيانات الأفلام السويدية (السويدية)
- جيانفرانكو كليريسي على موقع قاعدة بيانات الفيلم (الإنجليزية)
- جيانفرانكو كليريسي على موقع كينوبويسك (الروسية)